# Grotte du Courbet
Pour les articles homonymes, voir Courbet.
La grotte du Courbet est un site préhistorique magdalénien situé à Penne, dans le nord du Tarn. La grotte s'ouvre dans les gorges de l'Aveyron. Elle a notamment livré deux figures féminines stylisées du type Lalinde-Gönnersdorf (en) dont une petite statuette féminine dite « Vénus du Courbet ».

## Situation

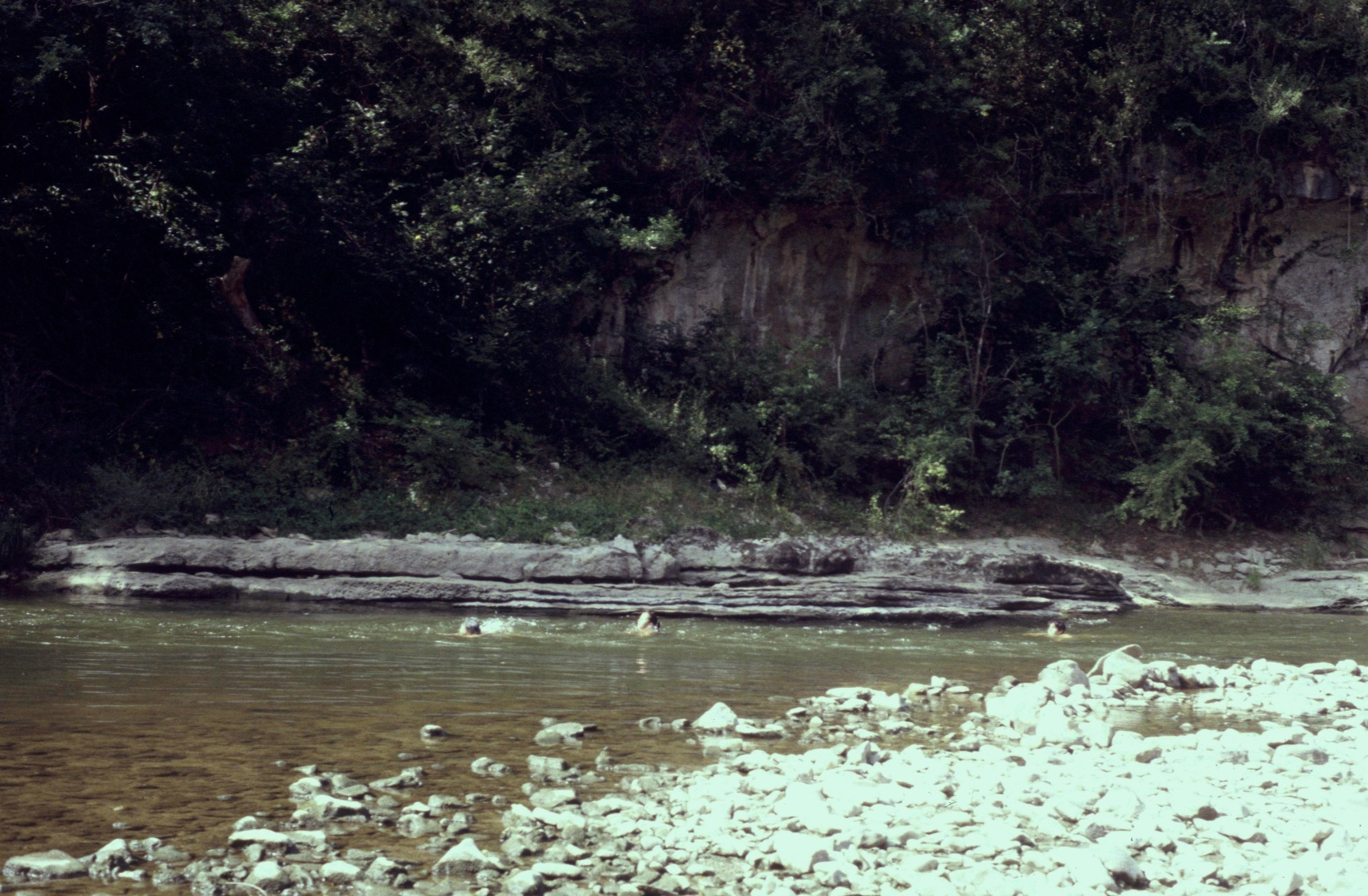
Les gorges de l'Aveyron à Penne.

La grotte du Courbet se trouve à Penne, sur la rive droite de l'Aveyron, à proximité de la grotte de la Magdeleine des Albis, à seulement deux kilomètres des abris Plantade, Lafaye, Gandil et Montastruc de Bruniquel, et à près de 20 km de l'abri Fontalès.

## Historique
Les premières fouilles ont lieu dans les années 1860 à l'initiative du vicomte de Lastic, propriétaire des lieux. Il rassemble une première collection de faune, d'industrie lithique et d'objets gravés, qu'il vend au British Museum, puis une seconde collection, achetée plus tard par le musée d'ethnographie de Berlin.
Les déblais des fouilles du XIXe siècle livreront encore quelques pièces intéressantes. Une fouille de sauvetage s'avère possible en 1985-1986, sur les lambeaux de couches archéologiques restés en place. C'est cette dernière fouille qui a permis d'établir la stratigraphie de la base du remplissage. Elle a livré de plus une petite statuette féminine.

## Description
La grotte se compose d'une cavité ovale d'une vingtaine de mètres de profondeur, largement éclairée par un vaste porche. Les Magdaléniens s'y sont installés directement sur les éboulis tombés de la falaise.
La plus ancienne occupation de la grotte est attribuée au Magdalénien supérieur, il y a environ 13 400 ans.

## Vestiges archéologiques

### Armes et outils
La grotte du Courbet a livré quelques aiguilles en os et de nombreux objets sculptés ou gravés sur des supports organiques, tels que l'os et le bois de renne.
Certains sont ornés de décors assez complexes, notamment une série de propulseurs à tête de cheval.

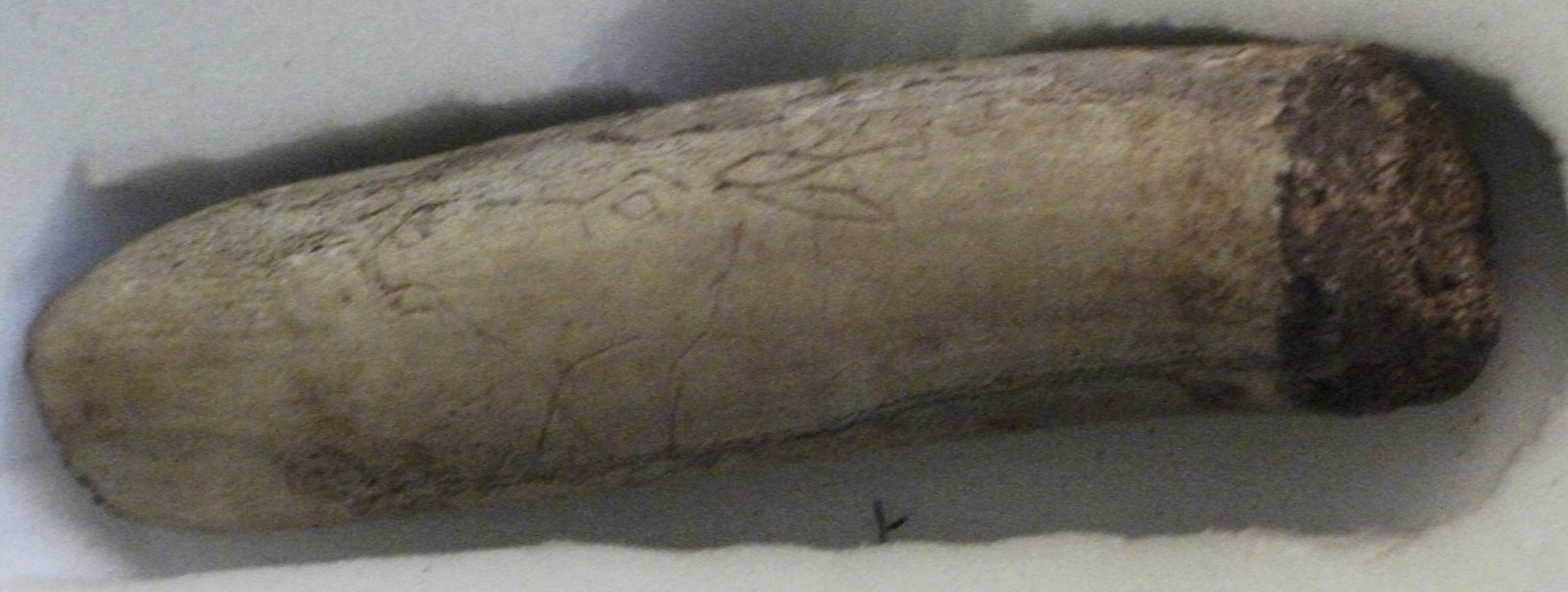
Tête de cervidé tournée à gauche gravée sur un outil en bois de renne[6].
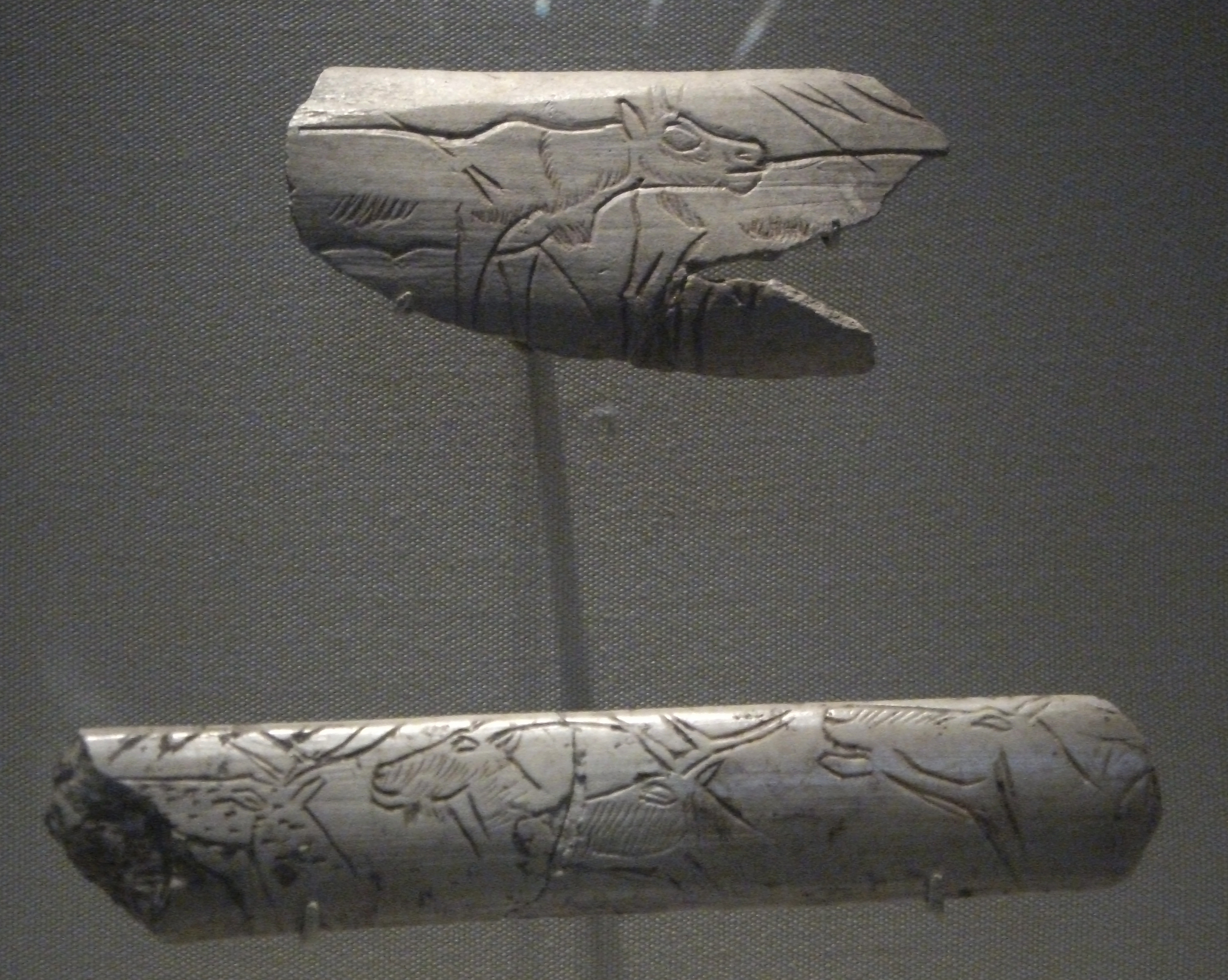
Os gravé brisé, deux rennes tournés à droite[7] et l'os gravé à têtes de renne et d'ibex[1].
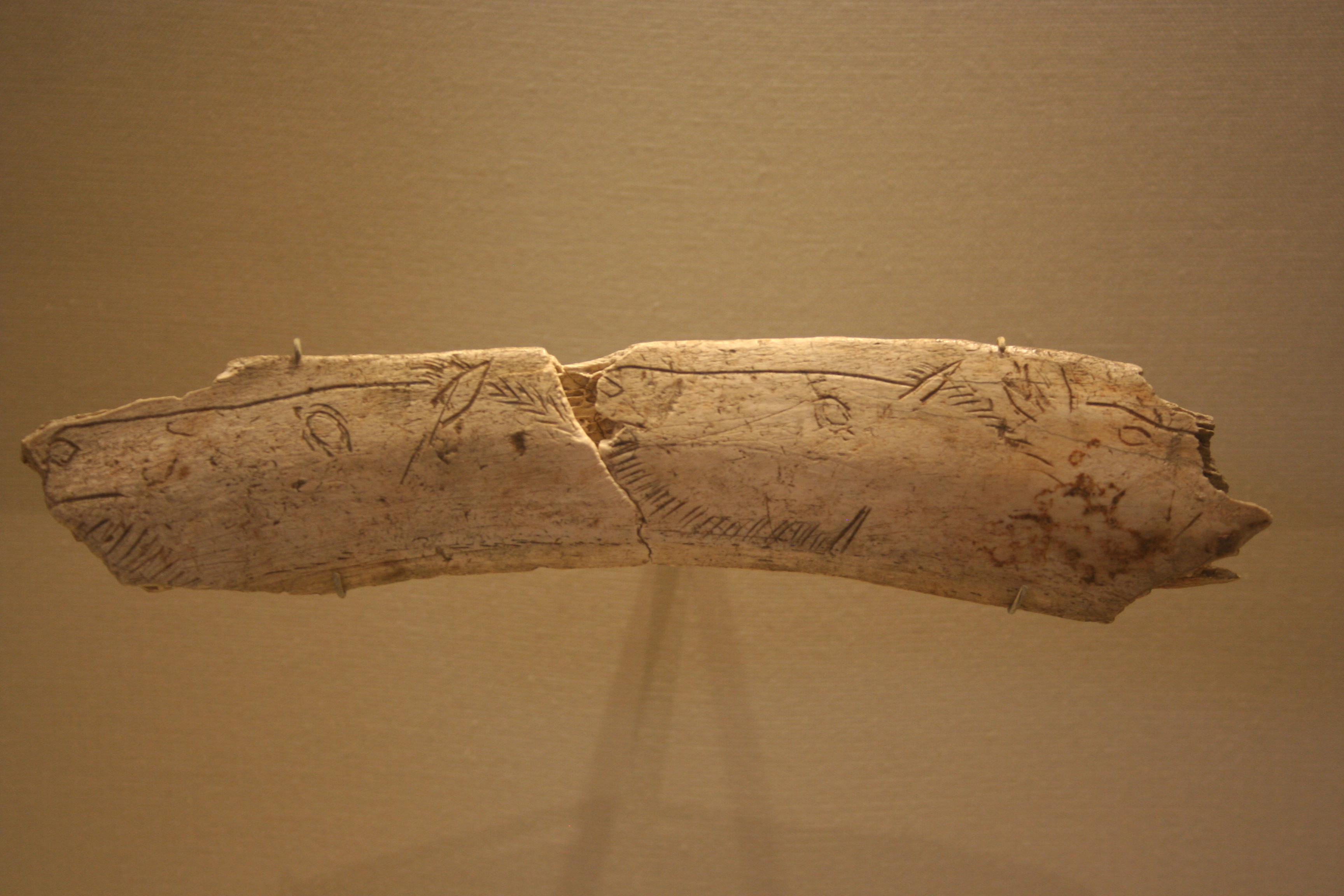
Os gravé, deux têtes de cheval tournées à gauche et une petite tête de cervidé tournée à droite[8].

### Objets de parure
Une cinquantaine d'éléments de parure ont été signalés par les fouilleurs du site, mais beaucoup d'objets découverts anciennement ont disparu. On peut relever notamment :
- une quinzaine de coquilles, dont deux Glycymeris et six Dentalium sp. ;
- deux canines de cerf, une incisive de bovidé, une incisive de cheval, deux canines de renard... ;
- diverses pendeloques, dont un fragment osseux gravé de deux cervidés et un globule de lignite gravé (tous deux relevés par Émile Cartailhac en 1903) ;
- des fragments en ivoire, conservés au British Museum ;
- la pendeloque pisciforme du Courbet, conservée au British Museum.

Ces objets semblent contemporains de ceux trouvés à l'abri Fontalès et un peu plus récents que ceux de l'abri Plantade et de l'abri Lafaye.
L'absence de rondelles, de contours découpés et d'art mobilier sur fragments osseux caractérise le site par rapport à l'abri Montastruc.

### Art mobilier sur support lithique

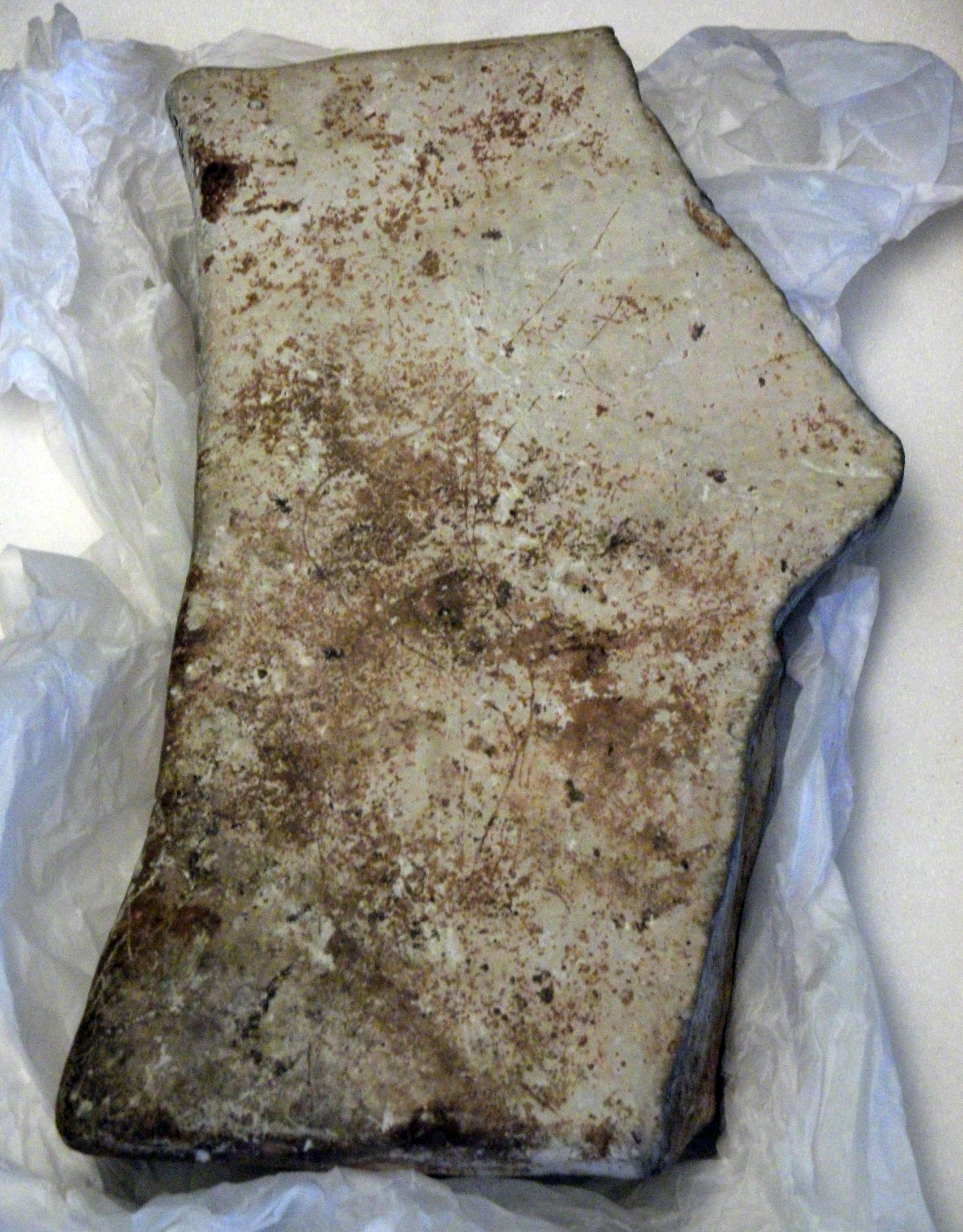
Profil féminin gravé (peu visible) au revers du fragment de lampe conservé au British Museum.

Le British Museum conserve un fragment de lampe magdalénienne découvert au XIXe siècle sur le site. Il s'agit d'une plaquette calcaire présentant une grande cupule naturelle sur l'une de ses faces ; les traces de feu trouvées dans cette sorte de godet plat témoignent de son utilisation comme lampe. On distingue, sur l'autre face de la plaquette, la silhouette gravée d'une femme de profil. La gravure, bien centrée sur le fragment conservé, a sans doute été réalisée dans un deuxième temps et sans relation avec le premier usage de la plaquette comme lampe.
Une dalle ou plaquette calcaire, découverte en 1967 dans les déblais des fouilles du XIXe siècle, porte aussi une figure gravée très proche des figures féminines de l'abri Fontalès, comparable à celles de la grotte de la Roche de Lalinde mais plus fruste que celle de la gare de Couze.
La petite statuette féminine dite « Vénus du Courbet », découverte en 1985-1986, s'inscrit dans la même série de figures féminines stylisées du type Lalinde-Gönnersdorf (en).
Deux plaquettes calcaires gravées, découvertes vers 1960 dans les déblais des fouilles du XIXe siècle et conservées au musée d'Albi, ont la particularité d'être décorées d'animaux identifiables :
- la première représente une tête de cervidé (peut-être un jeune renne aux bois peu développés), l'autre face de cette plaquette n'est pas accessible ;
- la seconde accumule au recto au moins deux arrière-trains de bovidés tournés à droite, une tête de bovidé tournée à gauche, deux avant-trains de bovidés tournés à gauche. Tous ces bovidés peuvent être identifiés comme des aurochs, par comparaison notamment avec les bovidés de Teyjat, les aurochs ne figurant pas ou peu dans l'art mobilier lithique de la vallée de l'Aveyron ;
- le verso de la deuxième plaquette figure un grand cheval tourné à gauche, une petite tête animale isolée tournée à droite et de nombreux traits épars.

La présence de têtes isolées et l'orientation préférentielle à gauche rappellent les décors lithiques de l'abri Fontalès et se différencient de ceux de l'abri Montastruc.

## Magdaléniens de la vallée de l'Aveyron
L'hypothèse d'une parenté entre les Magdaléniens du Courbet et ceux de Fontalès expliquerait plusieurs caractéristiques communes telles que la présence de fléchettes[à vérifier], la présence de figures féminines stylisées et les ressemblances observées dans les objets de parure.
Le gisement de « La Magdeleine-La Plaine », où l'on trouve des figures féminines stylisées, pourrait avoir été fréquenté par le même groupe culturel. En revanche, la grotte de la Magdeleine des Albis et les abris Montastruc, Gandil, Lafaye et Plantade de Bruniquel n'ont sans doute pas été occupés en même temps que la grotte du Courbet.